# Bączkowski et al. v. Polen
Bączkowski et al. v. Polen (EHRM 3 mei 2007, nr. 1543/06) is de roepnaam van een op 3 mei 2007 door het Europees Hof voor de Rechten van de Mens (EHRM) gewezen arrest, dat ziet op het verbod op het houden van homorechtendemonstraties in Warschau in de periode 2005. De rechtszaak was aangespannen door homorechtenactivist Tomasz Bączkowski en vier andere leden van de homorechtenorganisatie Fundacja Równości.

## Achtergrond
De zaak komt voort uit een verzoek van Tomasz Bączkowski en vier andere homorechtenactivisten uit Polen dat op 16 december 2005 werd ingediend bij het EHRM. In 2005 organiseerde Bączkowski, samen vier anderen, een meerdaagse gelijkheidsmars (Parada Równości) in Warschau die plaats had moeten vinden van 10 tot 12 juni 2005. Het doel van de mars was het onder de aandacht brengen van discriminatie tegen seksuele minderheden, vrouwen en gehandicapten. Daarnaast wilden ze op 12 juni 2015 demonstraties houden op zeven pleinen in de Warschau, waarvan sommigen discriminatie tegen verschillende minderheden wilden aankaarten en anderen discriminatie tegen vrouwen.
De goedkeuringsverzoeken van de mars en de demonstraties werden ingediend op respectievelijk 12 mei 2005 en 3 juni 2005.

### Optreden van Lech Kaczyński als burgemeester
Op 20 mei 2005 publiceerde de krant Gazeta Wyborcza een interview met de toenmalige burgemeester van Warschau, Lech Kaczyński (later president van Polen), waarin Kaczyński aangaf dat hij de mars en demonstraties onder alle omstandigheden zou verbieden. Op 3 juni 2005 weigerde de vertegenwoordiger van de burgemeester om toestemming te geven voor de mars op grond van de verkeersveiligheid. Op 9 juni 2005 gaf Kaczyński in zijn officiële beslissing aan dat de verzoeken van Bączkowski, Biedroń, Kliszczyński, Kostrzewa en Szypuła werden afgewezen op basis van de Vergaderingswet uit 1990. Ook werd toestemming geweigerd omdat er andere demonstratieverzoeken waren van organisaties met tegenovergestelde ideeën en daardoor het risico op antihomoseksueel geweld bestond. De mars tegen discriminatie van vrouwen mocht wel doorgaan.
Toestemming gaf Kaczyński overigens wel aan verscheidene andere demonstraties die de volgende titels droegen: "Tegen propaganda van partnerschappen", "Christenen die respect hebben voor de wetten van God en de natuur zijn burgers van vooraanstaande rang" en "Tegen adoptie van kinderen door homoseksuele koppels".
Ondanks dat de mars op 3 juni werd verboden vond er op 11 juni 2005 toch een mars plaats. Deze werd bijgewoond door ongeveer 3.000 mensen en was beschermd door de politie. De marsen waar wel toestemming voor werd gegeven vonden op dezelfde dag plaats.

### Binnenlandse rechtsmiddelen
Op 17 juni en 22 augustus 2005 werden de beslissingen van 3 en 9 juni ongegrond verklaard door een binnenlandse geschilleninstantie, waarin deze aangaf dat de beslissing van de autoriteiten slecht onderbouwd was en in strijd is met de toepasbare wetten. De beslissing kwam echter na de datums in kwestie en maakte in die zin geen verschil.
Op 18 januari 2006 onderzocht het Constitutioneel Tribunaal van Polen of de toepasbaarheid van de grondwet in conflict is met de Verkeerswet. Het Constitutioneel Tribunaal velde in zijn oordeel dat de Verkeerswet in de zaak van de verzoekers onverenigbaar is met de vrijheid van vergadering als grondwettelijk recht.

### Optreden van de politie
De politie in Polen valt onder de controle van de regering en niet onder het gezag van de burgemeester. Ten tijde van het verbod op de mars in juni 2005 was er een linkse regering in Polen en werden de demonstranten onder begeleiding van de politie beschermd. Een soortgelijke homorechtendemonstratie in Poznań in november 2005 werd gewelddadig neergeslagen door de politie. Dit vond plaats nadat Lech Kaczyński, lid van het conservatieve Recht en Rechtvaardigheid (PiS), werd geïnstalleerd als president op 23 oktober 2005.

## Samenstelling van de kamer
Het arrest werd op 3 mei 2007 gegeven door een kamer van zeven rechters en was als volgt samengesteld:
- Nicolas Bratza (Verenigd Koninkrijk)
- Josep Casadevall (Andorra)
- Stanislav Pavlovschi (Moldavië)
- Lech Garlicki (Polen)
- Ljiljana Mijović (Bosnië en Herzegovina)
- Ján Šikuta (Slowakije)
- Päivi Hirvelä (Finland).

De griffier was Lawrence Early.

## Arrest
Op 3 mei 2007 werd geoordeeld dat het verbieden van de homorechtendemonstraties in Warschau onrechtmatig was. In de zaak Bączkowski et al. v. Polen oordeelden de rechters unaniem dat er sprake is van:
een overtreding van Artikel 11 (vrijheid van vergadering) van het Europees Verdrag voor de Rechten van de Mens.
een overtreding van Artikel 13 (recht op daadwerkelijk rechtsmiddel) in overeenstemming met Artikel 11 van het Europees Verdrag voor de Rechten van de Mens.
een overtreding van Artikel 14 (discriminatie) in overeenstemming met Artikel 11 van het Europees Verdrag voor de Rechten van de Mens.
In de zaak Bączkowski et al. v. Polen oordeelde het EHRM dat Polen onwettig heeft gehandeld. Ondanks dat de mars merendeels doorging, had er toch een beperking van de vrijheid van vergadering had plaatsgevonden. Daarnaast stelde het EHRM dat de vrijheid van vergadering van bijzonder belang is voor minderheden, omdat zij meer kwetsbaar zijn om slachtoffer te worden van discriminatie. Daardoor was het Polen verplicht om de vrijheid van vergadering van deze groep te respecteren. Het EHRM oordeelde ook dat er sprake is van discriminatie, omdat andere marsen die op die dag werden gehouden niet aan dezelfde verplichtingen hoefden te voldoen als de homorechtendemonstratie. Het EHRM oordeelde ten slotte dat er een overtreding was van het recht op een daadwerkelijk rechtsmiddel, omdat de verzoekers geen juridische procedure meer konden aanspannen in de periode tussen het verzoek en het evenement.

## Warschau Pride
In Warschau vinden er sinds 2001 jaarlijks gelijkheidsmarsen plaats, ondanks dat ze officieel verboden waren in 2004 en 2005. Na 2005 hebben er jaarlijks homorechtendemonstraties plaatsgevonden in de stad. Het evenement, dat nu ook wel Warschau Pride wordt genoemd, trok in 2017 tussen de 10.000 en 50.000 bezoekers.